# Thomas Riccabona
Thomas Riccabona, auch bisweilen fälschlicherweise unter Thomas Ricabona geführt (* 18. Jänner 1951 in Österreich) ist ein österreichischer Filmarchitekt und Szenenbildner.

## Leben und Wirken
Riccabona absolvierte ein Studium an Wiens Universität für angewandte Kunst. Dort besuchte er die Meisterklasse für Bühnenbild und Filmgestaltung, die er 1974 mit einem Diplom (Magister artium) abschloss. Seitdem ist er als Szenenbildner bei nationalen wie internationalen Kinofilmen und Fernsehproduktionen tätig.
An der Seite des erfahrenen Filmarchitekten Otto Pischinger gab der 24-Jährige sein Debüt bei der Opernverfilmung Figaros Hochzeit. Anschließend wirkte Riccabona in untergeordneten Funktionen bei der Bautenerrichtung englischsprachiger A-Produktionen wie The Boys from Brazil, Steiner – Das Eiserne Kreuz, 2. Teil und dem James-Bond-Abenteuer Der Hauch des Todes mit, war aber bei heimischen Filmen wie einigen Tatort-Krimis Mitte der 1980er Jahre und zwei Kinofilmen zu Beginn des darauf folgenden Jahrzehnts auch als Chefarchitekt tätig.
Neben seiner künstlerischen Tätigkeit ist Riccabona als Geschäftsmann in seiner Heimatstadt Wien mit eigener Firma (seit 1974) auch im Bereich des Bühnen- und Tribünenbaus aktiv.

## Filmografie
- 1975: Figaros Hochzeit (TV)
- 1978: The Boys from Brazil (Kino)
- 1978: Steiner – Das Eiserne Kreuz, 2. Teil (Kino)
- 1980: Fantomas (eine Folge der franz. TV-Serie)
- 1983: Mich wundert, daß ich so fröhlich bin (TV)
- 1985: Tatort: Des Glückes Rohstoff (TV)
- 1986: Tatort: Strindbergs Früchte (TV)
- 1986: Tatort: Der Schnee vom vergangenen Jahr (TV)
- 1987: Der Hauch des Todes (The Living Daylights, Kino)
- 1989: Verkaufte Heimat, Teil 1: Brennende Lieb’ (TV)
- 1990: Die Strauß-Dynastie (TV-Serie)
- 1991: Gudrun (Kino)
- 1992: Der Fall Lucona (Kino)